# Campanula
Campanula este unul din cele câteva genuri ale familiei Campanulaceae.
Genul cuprinde 500 de specii și câteva subspecii, răspândite de-a lungul Emisferei Nordice, cu o mare diversitate din estul Mediteranei până în Caucaz.

## Exemple de plante
- Ciucure (Campanula glomerata)
- Clopoțel (Campanula napuligera)
- Clopoțel de munte (Campanula alpina, Campanula carpatica)
- Clopoțel pitic de stâncă (Campanula cochlearifolia)

## Legături externe
- „Campanula” în Dicționar dendrofloricol la DEX online